# Radio HSR (Storkøbenhavn)
 Denne artikel omhandler en lokalradio i Storkøbenhavn. Opslagsordet har også en anden betydning, se Radio HSR (Sydsjælland).
Radio HSR  var en af Danmarks første lokalradioer, og var ejet af der blev starten af daværende overborgmester i København Egon Weidekamp Sammen med tre formænd for socialdemokratiet i København Bent Hansen 1. kreds, Jørgen Halvorsen 4. kreds og Charlie Kay 9. kreds. HSR stod for Hovedstadens Socialdemokratiske Radio, men blev senere ændret til Hele Storkøbenhavns Radio. Radioen lå i Rømersgade oven over Cafe den Røde Rose i forhuset til Arbejdermuseet. Senere blev radioen flyttet til Sigurdsgade 43, da daværende formand for LO Knud Kristensen gav til tilskud til etableringen af Arbejderbevægelsens Elektroniske Medievirksomheder, senere FAEM. Programchefen på dette tidspunkt var Jan Warkentinn, teknikker Palle Lundstrøm og journalister Bent Hansen og Carsten W. Jørgensen. Ronny Salomonsson og andre værter var: Thomas E Andersen, Thomas Madvig, Eddie michel, Kenneth Baker, Rene Diff, Tino Thorsøe, Jesper Monefelt, Jan Andersen, Jacob Mondrup, Henrik von d´ahe, Kim Jensen og Hans Henrik Van Rijn, senere kendt som "Happy Hans" på The Voice og programchef på selv samme, samt Jacob Ekstrøm.
Senere fik radioen nyt navn, Station København, og flyttede til Københavns Rådhusplads til Det Fri Aktuelts bygning på 4 sal. I 1998 overtog LO Hovedstaden sendetilladelsen og flyttede til Østerbro. Siden er LO trådt ud af radioen der i dag drives med Weidekamps ånd og stadig på FM 102,9 Mhz.